# صمد
صمد نامی سامی برای مردان است. افراد شاخص با این نام از این قرارند:
- صمد (شخصیت) یکی از شخصیت‌های سینما
- صمد بهرنگی
- صمد وورغون